# ピザ

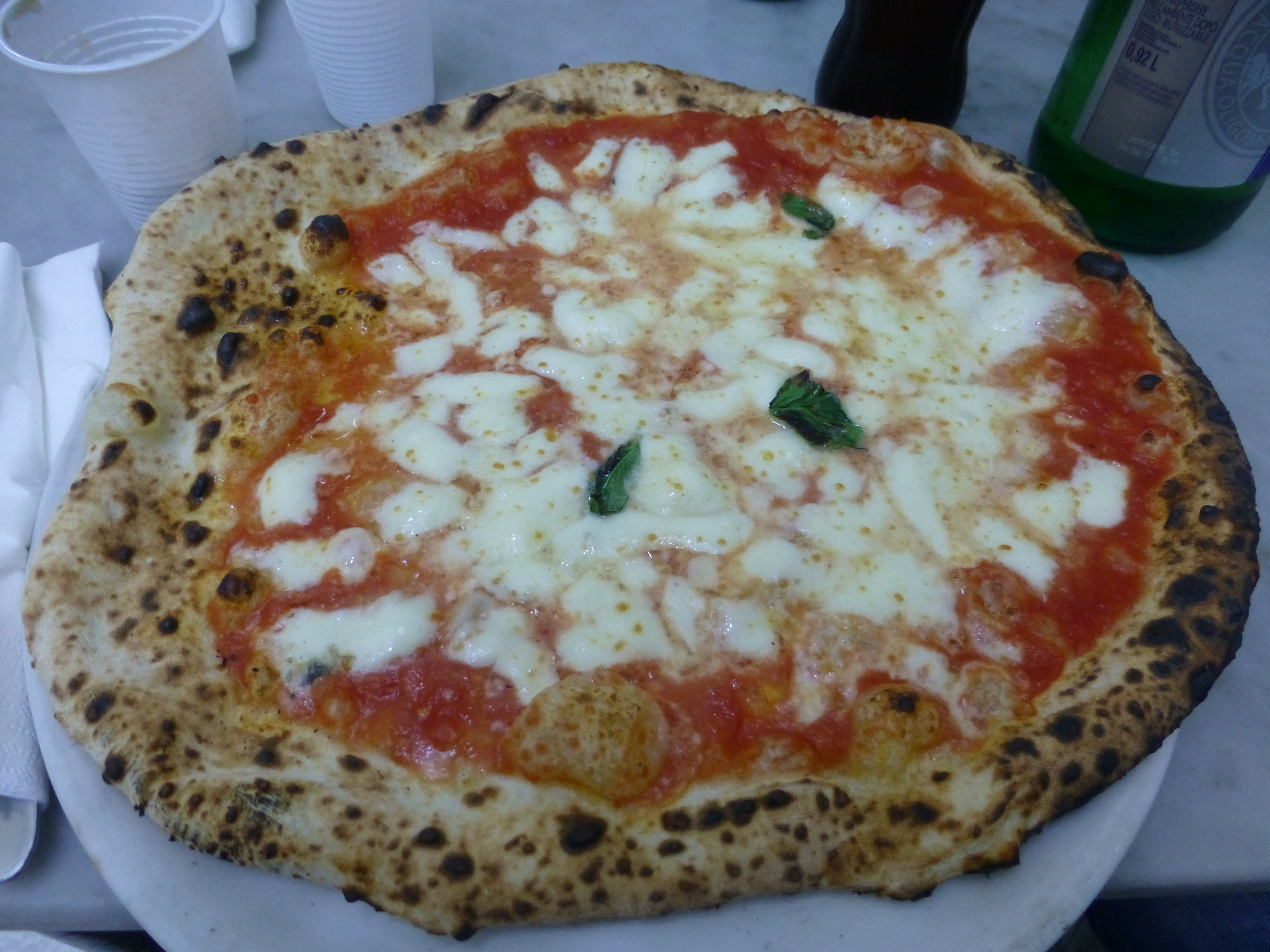
ピッツァ・マルゲリータ（ナポリのもの）

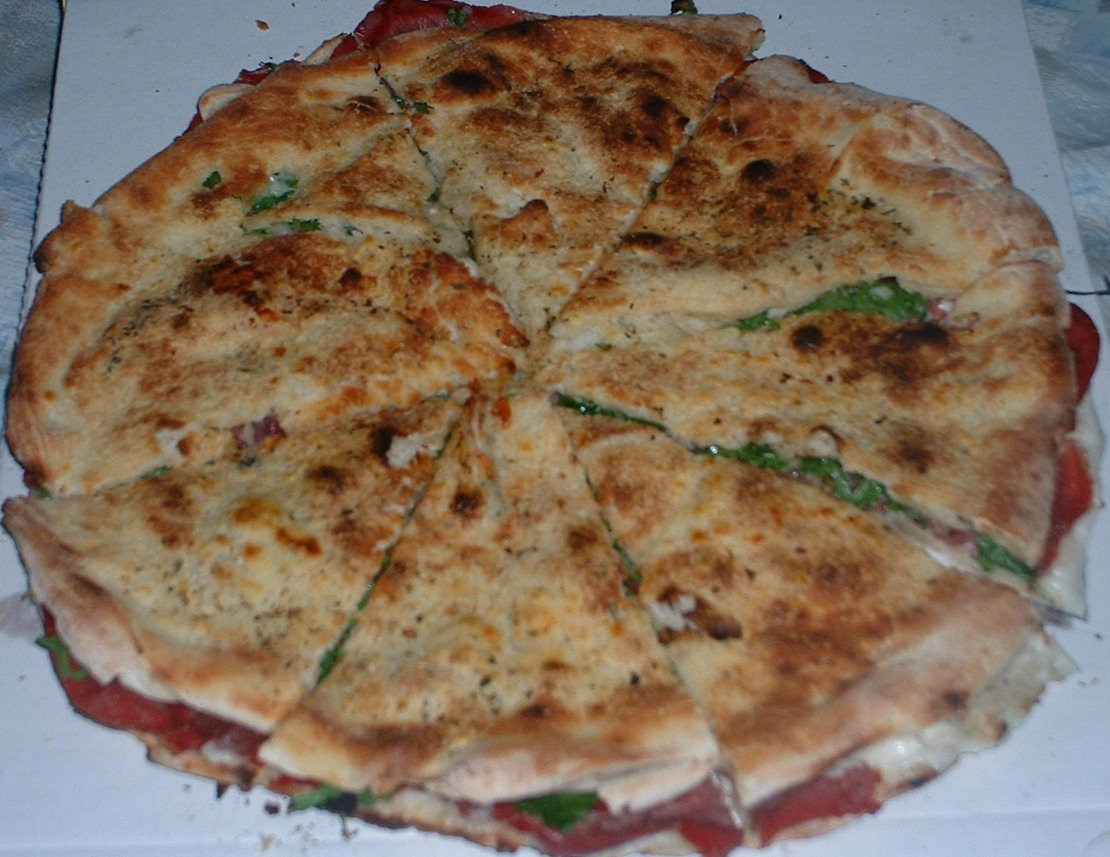
シチリアン・ピザPizzolo

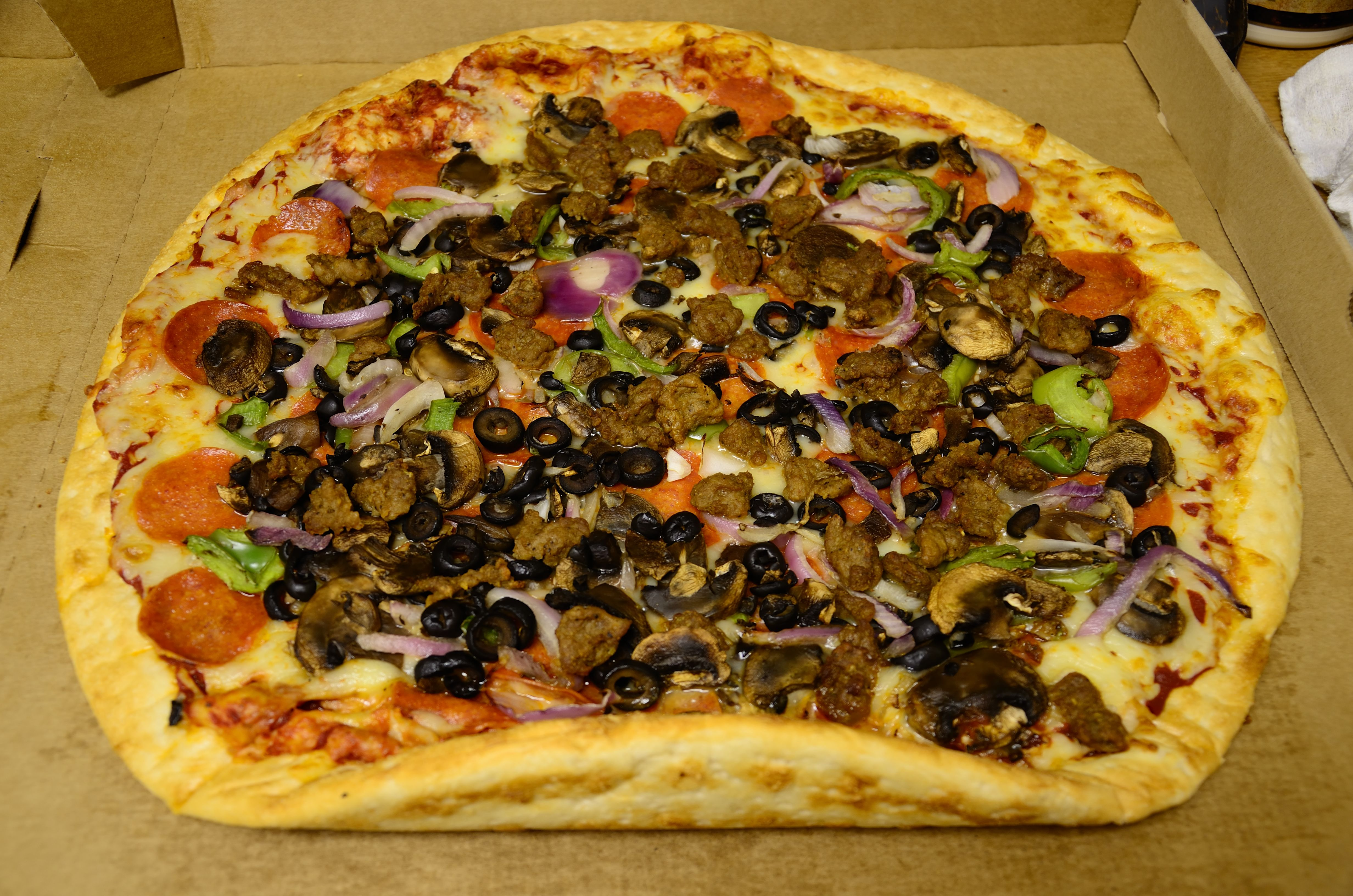
アメリカ、ニューヨークのコストコ・ピザ。

ピザあるいはピッツァ（伊: pizza）は、小麦粉、水、塩、イーストをこねた後に発酵させて作った生地を薄く円形に伸ばし、その上にトマト、チーズとその他に様々な具（アンチョビ、マッシュルーム、タマネギ、オリーブ、その他野菜、肉類など）を載せ、オーブンや専用のかまどなどで焼いたイタリア発祥の料理である。
小サイズのものは、区別してピッツェッタ（伊: pizzetta）と呼ばれることもある。

## 概要
イタリアで生まれた。現在でもイタリアが本場であるが、アメリカでアメリカ風に変化したものも生まれた。これが世界中に伝播し、現在では世界的に広く食べられている料理である。
おいしいピザを生地から焼くには、大きな竈やオーブンが必要だったので、ピザ専門店やレストランなどで提供され、現在でもイタリアではそのタイプのピザが中心である。一方、アメリカ合衆国では、1960年代から電話一本でピザを配達する配達方式のチェーン店が流行し、そのアメリカ資本の大規模ピザチェーン店がアメリカの影響が強い国々への進出に成功し、世界の広範囲で親しまれるようになった。また近年では、家庭向けの冷凍食品化されたピザもスーパーマーケットなどで販売されている。これは生地にソースや具材が載った状態で販売されており、家庭のオーブントースターなどでも簡単に作れ、自宅にいながらにして気軽に安価に食べることができる。
数多くのレシピがある。トマトソース、ニンニク、オリーブオイルだけを使い、他に具材を一切のせない「マリナーラ」(it:Pizza alla marinara)というとてもシンプルなピザから、トマトソースの上に具材としてモッツァレラチーズとバジルの葉を載せたマルゲリータ、さらにアメリカのチェーン店のもので具が極端なまでに盛りだくさんな状態になったピザなどまで、非常に多種類のピザがある。もともとイタリア起源の料理なので、ソースを塗る場合は、トマトソースが基本である。アメリカ系の大規模チェーン店同士の激しい競争によって、さまざまな具材を載せたピザが商品開発された結果、人々の多様な好みに応えるようになっている。なかには地域にある産品を取り込んでご当地グルメ的変化を見せるものもある。
オーブンと材料があれば、小麦粉から生地をつくり発酵させる段階からトマトソースを塗り、具材をのせて焼くところまで、全部自分で作ることもできる。近年ではスーパーで（ピザの手作り用の）トマトソースも販売されている。
日本では、いくつかの経路で入って広まってきた経緯があり、イタリア風のピザとアメリカ風のピザが併存している。1946年にはあるシチリア人がピザを提供する店を宝塚市に開店し、その近所の人々は本格的なイタリアのピザを食べられた。1954年には元進駐軍のイタリア系アメリカ人が東京・六本木にピッツェリアを開店。1970年代以降にはアメリカ系の「シェーキーズ」というピザ・レストランが日本の都市圏に出店して、アメリカ風のピザも親しまれるようになった。1980年代後半より始まったバブル景気の最中に起きたイタリア料理ブームで、あらためて本場イタリア風のピザのおいしさも、広まっていった。その一方で、アメリカの宅配ピザチェーンの大手も順次日本に進出展開した。

## 歴史

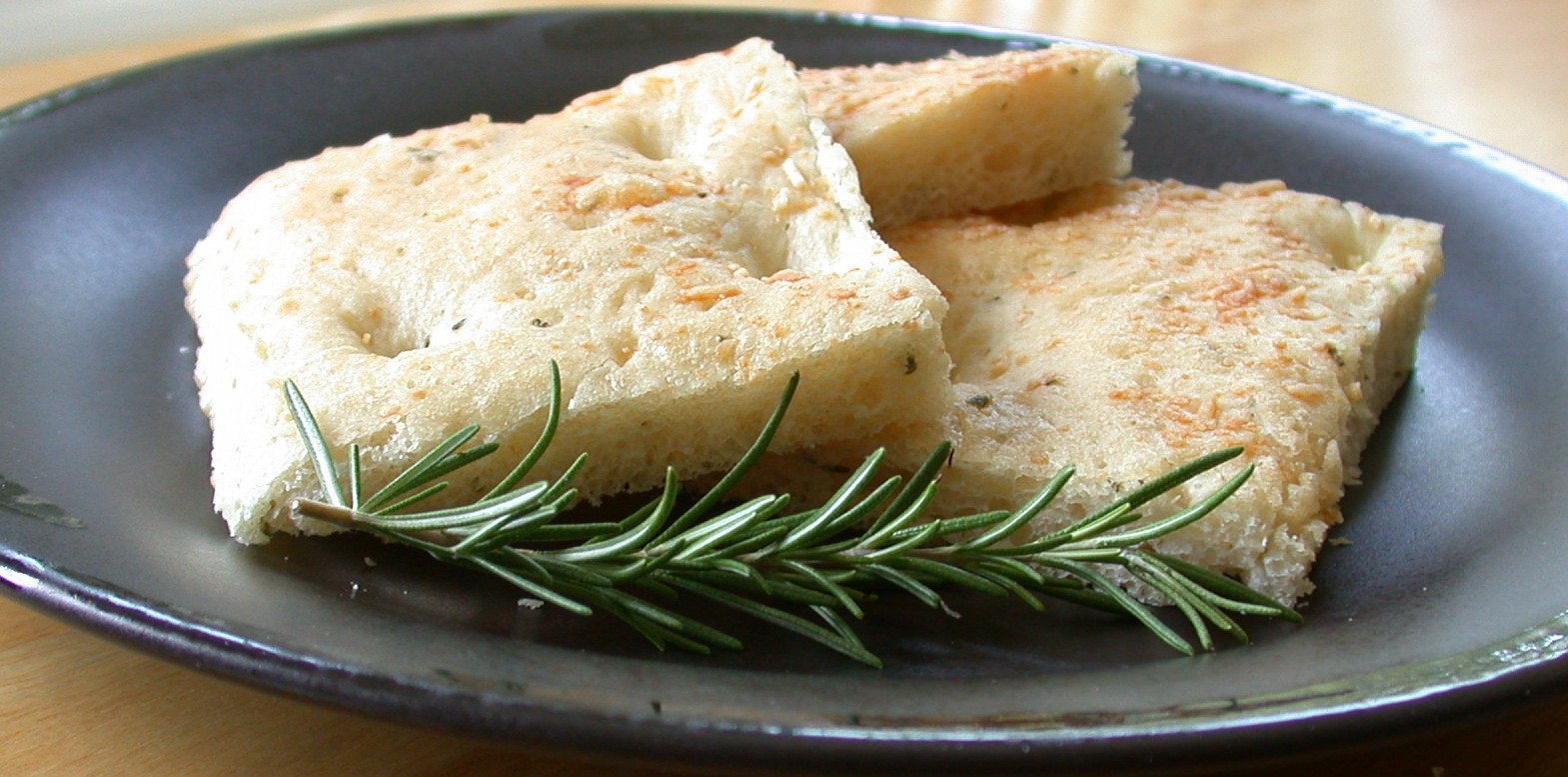
切ったフォカッチャ

ピザの定義や語源は曖昧であるが、イタリアにはフォカッチャがあり丸パンに具材を載せるところから、ピザの原型とされている。
フォカッチャが作られる前にも、エジプトには円盤状のパンに具材を載せて焼いた物が現ピザの調理法と酷似していることから、原型はエジプトからイタリアに伝来していると言う説もある。
現在「ピザ」と呼ばれる料理が誕生したのはイタリアのナポリである。ナポリ第二大学の栄養学教授カルロ・マルゴーニによれば、初めて薄くのばしたパン生地にトマトソースを載せて焼いたピザが作られたのは1760年頃だという。1803年には初めてピッツェリアが創業した。
イタリア系移民がアメリカ合衆国にピザを導入したのは19世紀末である。1905年にはニューヨークのリトル・イタリーに米国初のピッツェリアが創業した。第二次世界大戦後にはイタリア系米国人以外にも普及した。ピザは米国で独自の発展を遂げ、今日ではホットドッグやハンバーガーに並ぶアメリカの国民食となっている。
2017年12月、イタリア南部のナポリに伝わるピザ職人「ピッツァイオーリ（pizzaioli）」の技が、ユネスコ無形文化遺産に登録された。

### 世界的に広まった経緯
1945年時点ではアメリカ人のほとんどはピザを知らなかった。第二次世界大戦でイタリアに駐留することになったアメリカの兵士たちがアメリカに帰ってからアメリカにピザが広まった、とする説明が、Ed Levine著の “Pizza: A Slice of Heaven.”という印刷された本に書かれているのだが、数人の兵士がイタリアでピザを食べてアメリカでも食べようと思った可能性もありはするが、当時のイタリアは深刻な食糧危機に陥っており、ほとんどのアメリカの兵士たちは駐留中にピザには出会わなかった可能性が高い。したがって、アメリカで現在のようにピザが広まったことの原因の説明としては、アメリカ兵のイタリア駐留を持ち出すのは不適切である可能性が高い。そもそもアメリカ人はケチャップが大好きで、それにチーズを加えるピザが広まるのは自然なことでもある。
これほどまでに（アメリカや世界各地で）ピザが広まることになった原因として挙げる他の説は、イタリアからの移民の多さである。1870年から1970年にかけて2600万人よりも多くのイタリア人が仕事を求めてヨーロッパ諸国やアメリカやそれ以外の国に向けて出国した。en:Encyclopedia Britannicaは「イタリア人移民がとても多かったことで、ピザはポピュラーな食べ物となった」と説明している。たしかに、アメリカのニューヨークでも、アルゼンチンのブエノスアイレスでも、イタリアからの移民がイタリアン・レストランを開店して、さまざまなイタリア料理を提供した、という事実がある。だが、それらのイタリア料理店のおかげで他のイタリア料理に関してはアメリカ人にも知られるようになったのに、ことピザに関しては、不思議なことに1950年代でもほとんどのアメリカ人が知らなかった。また、米国北東部で出店ブームとなったピザ店のおよそ半分はギリシア系のアメリカ人であり、イタリア移民の世界的な多さだけを要因として挙げるのは不適切といえる。
以上のことから、ピザは今ではグローバルなものになっているのにもかかわらず、それがどのようなメカニズムで広まったかについては、あまり正しく理解されていないとされる。1950年代から1980年代にかけてピザが世界的に広まったのは事実なのであるが、そこにはいくつかの要因が関係しているとワシントン・ポストの記事の筆者は分析している。
ピザ店というのは、開店する時の必要な開店資金が比較的少ないということが、他の選択肢もある中からピザ店を選んで開店することにつながった、と言えるとし、また、テクノロジーの変化がピザの調理・配達に劇的な変化をもたらしたこともピザの普及に影響した、と指摘する。たとえば回転式の棚をそなえた金属製のオーブンの登場、あらかじめシュレッド（細切りに）されたチーズやトッピングの登場、加工済みの配達用ボックスの登場、自動車の一層の普及（モータリゼーション）などの要因が、より多くの消費者たち、たとえば都市の外に住む消費者たちや、大学のキャンパスにいる人々や、軍の基地にいる人々（軍関係者）にまで、ピザを配達するということにつながった、とワシントン・ポストの記事の筆者は分析している。
- 作業台の上に材料（小麦粉、塩、イースト）の小山をつくり、その中心部に（火山の噴火口のような）『くぼみ』や穴をつくり、そこに規定量の水を入れて、混ぜて、ひとつの塊になるようにまとめたところ。
- 生地をこねる。そして生地を寝かせて、発酵。
- ピザ生地の成形段階。ピザ生地を回転させつつ空中に投げて成形するpizzaioli（ピザ職人）の技。こうした技はユネスコ無形文化遺産に登録されている。
- 成形後にトマトソースと具材を載せた状態（焼く前のピザ。ピザピールという道具に載せた状態。）
- 窯で焼かれるピザ
- 焼き上がったピッツァ・マルゲリータ（イタリア、ナポリのピザ店のもの）

## 食べ方
イタリア
イタリアでは、基本的に焼き立てを、パリッとした状態で食べる。冷えたものは基本的に食べない。ピッツェリア（座って食べるピザ店）では、1枚が1人前とされ、ナイフとフォークを使って食べる。しかし歩きながらピザを食べるときは、上面を内側にして二つに折って手で食べることもあり、この食べ方を「ア・リブレット」（a libretto、「本のように」）と呼ぶ。
イタリアではオレガノは、新鮮なオレガノが載せて焼くことが一般的。イタリアでは食べる人自身が食べる直前にしばしばアーリオ・オーリオ（にんにくを漬け込んだオリーブ油）をかける。
なお、イタリアでもあらかじめ焼かれていたものが惣菜店やスーパーマーケットで並べられて販売されていることはあるが、それを買う場合は家庭のオーブンで焼き直して食べる。
アメリカ
アメリカではナイフとフォークを使うよりも、大型のものをピザカッターなどを使って放射状あるいは碁盤目状に等分し、一切れずつ手でつまんで食べる方が一般的である。アメリカでは宅配のピザを食べることが多く、店でカットされて宅配箱に入れられ宅配され、配達中にやや冷えた状態で食べることが一般的。
アメリカではしばしば粉末のパルメザンチーズをかけ、乾燥オレガノをふりかけることもある。辛いもの好きの人は、乾燥した唐辛子を砕いたクラッシュド・ペッパーをかけることもある。
日本
日本ではイタリア料理店で食べる場合とアメリカ風の宅配を利用する場合で食べ方が異なる。イタリア料理店では焼き立てを、ナイフとフォークで食べ、アーリオ・オーリオをかけるなどして食べる。
アメリカ風ピザ宅配を利用する場合は、具沢山なのでそのまま食べるのが一般的。パルメザンチーズをかける場合もある。辛いもの好きの人ではタバスコ・ソースをかける場合もある。冷えたらオーブントースターで温め直して食べることも行われる。タバスコソースは日本ほかアメリカでは好まれる一方イタリアではレストランにはほとんど置かれていない。

## 一般的なピザのソースと具材

### イタリアの場合
- トマトソース
- チーズ - モッツァレッラやゴーダチーズを用いる場合が多い。

- アンチョビ（カタクチイワシ）、オリーブ、マッシュルーム、ホウレンソウ、イタリアのハム・生ハム　など。

### アメリカの場合
- トマトソース。（まれにホワイトソース）
- チーズ 各種チーズをピザに適した配合に混ぜたピザ用チーズも市販されている。
- マヨネーズ

- 野菜
  - バジリコ、アーティチョーク、オリーブ、ケッパー、ニンニク、ハラペーニョ
  - ピーマン、タマネギ、トマト、マッシュルーム、ホウレンソウ、ナス、パイナップル
  - コーン
- 肉類、魚介類
  - ハム、ソーセージ、ベーコン、ペパロニ（アメリカのサラミソーセージの一種）、チキン
  - アンチョビ、エビ、イカ、ハマグリ

※アメリカではデザートにするピザの場合は、トマトソースを使用せず、具材に果物（オレンジ、キウイフルーツ等）を用い、蜂蜜などをかける。生地にクッキー生地を用いたり、ピザ用のチーズの代わりに甘くしたクリームチーズを伸ばすこともある。

## 各国の異類

### イタリアのピザ
イタリアは地方ごとに異なった食文化を持ち、ピザの製法、形状、食事としての位置付けも地方ごとに異なる。イタリアのピザとはどのようなものであるのかを限定して定義することはできないが、リストランテ格の店の料理ではないことはイタリア全土に共通である。
但し特定のピザにおいては、その名称及び伝統的材料と製造方法が欧州議会やイタリア議会によって制定された法による規則や規定、地域のピッツァ職人協会の規約などによって保護されており、それらの法や規約で定められた定義を満たすもののみがその特定の名称を名乗ることが出来る。

#### ラウンドピザ(Pizza tonda)
ナポリピッツァに代表される最も一般的に見かける円形のもの。
イタリアでは、専用の窯（かま）が必要なことから普通の料理店では作られず、ピッツェリアで供される。同様に一般家庭で作られることもほとんど無いため、ナポリ風ピッツァの謳い文句として「ナポリの母の味」というのは成立しえない（カルツォーネは家庭でも作られることは珍しくない）。
一品でも様々な食材を載せバリエーションも豊かで、栄養バランスがいいことから軽食として夜食に食べられることが多く、同国内ではスローフードとしても親しまれている。
なお、これとは別にイタリア内でも簡便に本格的なピザを求める向きもあり、2009年には盛り付け済みの冷凍ものを電子レンジで温めるのではなく、自動で生地を作るところから入り、これにトマトペーストを塗って具をトッピングした上で内蔵されたオーブンで焼くピッツァの自動販売機が設置されたが、これにはイタリア国内で賛否両論を招いている。

#### ピッツァ・アル・タッリョ(Pizza al taglio)

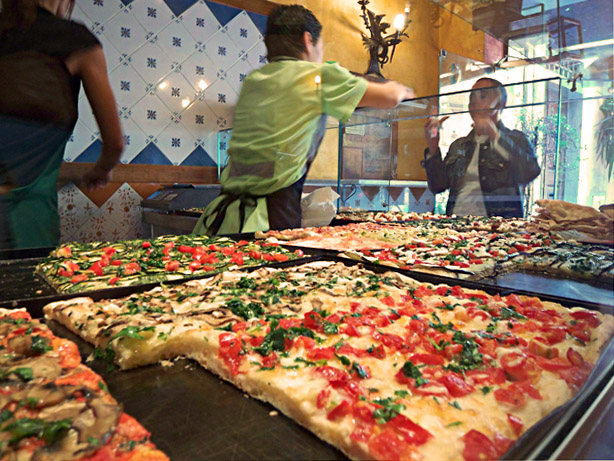
ピッツァ・アル・タッリョ

ローマ以北に多く見られる切り売り又は計り売りのピッツァ。長方形の天パンに生地を敷き具材を散りばめてオーブンで焼いたもの。予め縦横に切り分けてあったり、あるいは注文に応じて希望の大きさに切り取って、一切れ当たり又は目方当たりの価格で売られる。学校前、バス停前、商店街、パン屋の一角など至る場所に見られ、気軽なファストフードとして利用されている。店頭には通常複数種類並んでおり、価格も場所によっては50セントからと安価であるため、2種1枚ずつ（例：キノコと生ハム、サラミと4チーズ等）買って具材が内側になるよう重ねて食べるのが一般的である。天パンごと保温されるショーケースに入っていたり、冷めたものを注文ごとにオーブンで暖め直したり、冷める間もなく次から次へと焼き上がってきたり、提供のされ方は店によって様々である。また、カウンターやスツールを用意し飲み物も併売して店内でも食べられる店、持ち帰り用食べ歩き用に売るだけの店と形態も様々である。これら切り売り計り売りの店も、注文してから焼きテーブル席に着いてナイフとフォークで食べる店と同じくピッツェリアと呼ばれる。

#### 地方による分類
ピザはイタリア各地で味付けや生地に差がある。
ナポリピザ
ピザ発祥の地と言われるナポリのピザは、最も伝統あるピザである。材料や製造方法が「真のナポリピザ協会」により定められている。生地は直径35cm以下で厚さが4mm、縁が1〜2cm、マルゲリータならチーズやトマトの産地が限定されている。トッピングはマルゲリータとマリナーラの2種類に限られている。
ミラノピザ
ナポリピザに比べて薄く大きいのが特徴。また、トッピングは様々な種類がある。生地は直径40cmほどあり、厚さは縁でも5mm以下であることが多く、イタリアのピザの中で最も薄い。ナポリで発祥したピザが産業とファッションの中心であるミラノに移り、素早く火の通る厚さで、そしてお洒落に変化したとも言われている。
トリノピザ
it:Pizza al tegamino

#### 具材による分類
※店ごとに名前や具材が異なることが多いが、代表的なものは次のとおり。

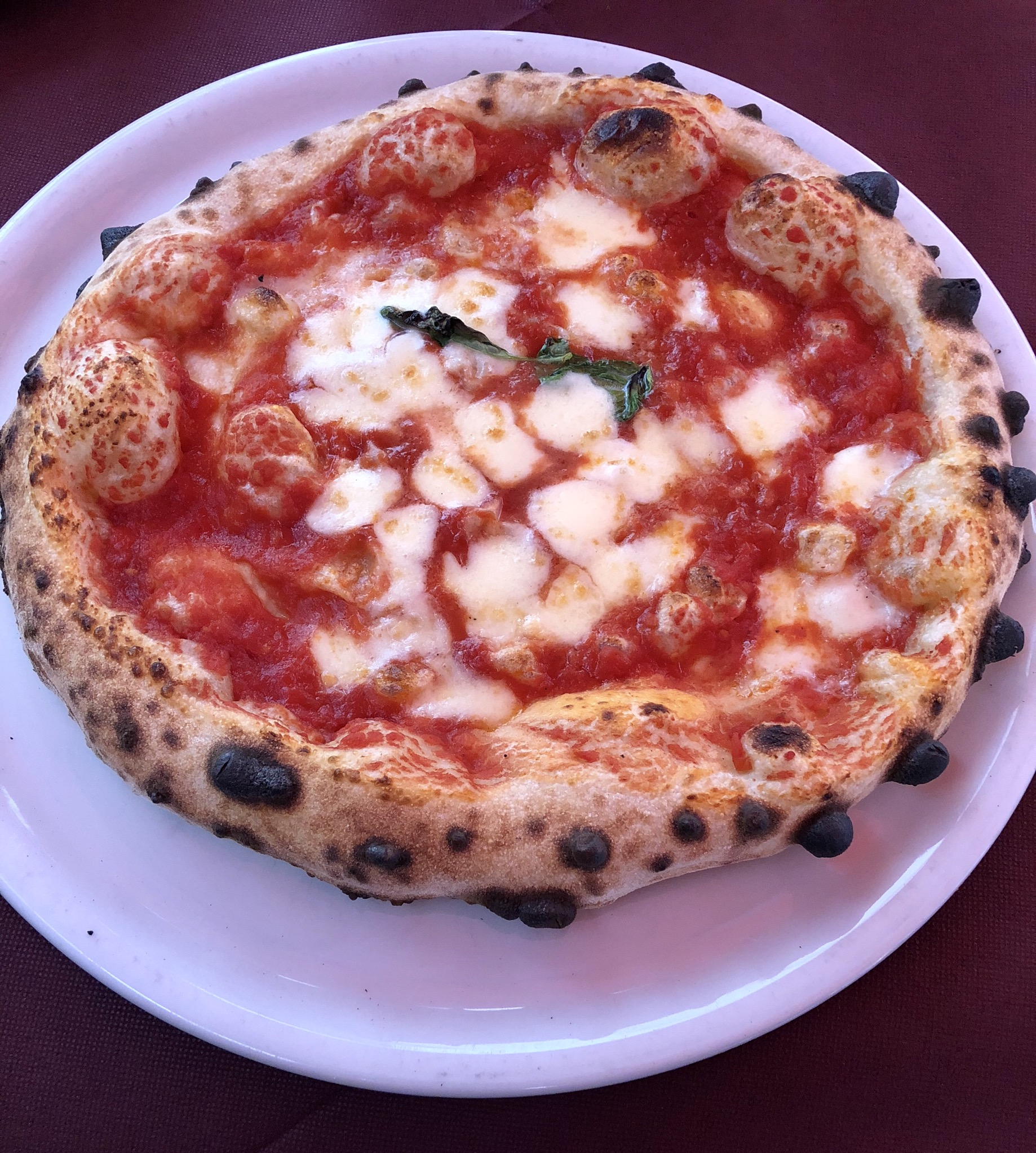
マルゲリータ
バジリコ、モッツァレッラ、トマトソース。
マリナーラ
船乗り風。ニンニク、オレガノ、トマトソース。
クワトロフォルマッジ
4種のチーズ。
クワトロ・スタジオーニ
「四季」の意。生地の上を4つに分け、それぞれに具材をあしらう。
ボスカイオーラ
木こり風。キノコ。
ピッツァ・ロマーナ
ローマ風のピザ。リコッタチーズ、アンチョビ、トマトソース。モッツァレラチーズを用いたものをナポレターナと呼ぶ店もある。
ピッツァ・シチリアーナ（Pizza Siciliana）
シチリア風のピザ。オレガノ、オリーブ、アンチョビ、トマトソース。
ピッツァ・カプリチョーザ
「気まぐれ」の意。さまざまな具材が使われる。

#### 形状による分類

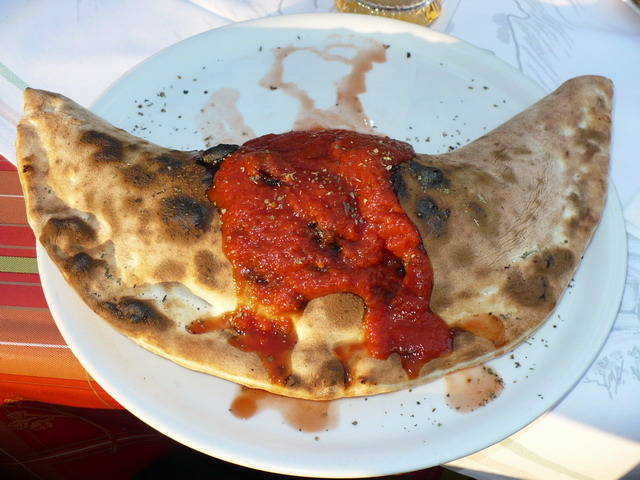
カルツォーネ

ピッツァ・ナポレターナ(Pizza Napoletana)
麺棒を使わず手で伸ばすため円形で中心部が薄く縁が厚いのが特徴。
カルツォーネ(Calzone)
円形のピザを二つ折りの半月形にして焼いたもの、または揚げたもの。半球状に膨らむ。ローマ以北では焼き上げたものを指す事が多く、ナポリ等南部では油で揚げたものを指す事が多い。そのため北部では揚げたものはあえてPizza frittaと呼び、南部では焼いたものはcalzone al forno（窯焼カルツォーネ）と呼んで区別する。イタリアのWikipediaでは揚げたものをCalzoneとし、他にCalzone al fornoとPizza frittaの項目を別に設けている。
シチリア風ピザまたはスフィンチョーネ(Sfincione)
四角形のピザ。
ピッツァ・アッラ・パーラ(Pizza alla pala)またはピッツァ・アル・メトロ(Pizza al metro)
長方形のピザ。alla palaは「スコップで」の意。炉端焼きに使われるヘラの柄を短く平らな部分を長くしたような板に載せて焼かれそのまま供される。al metroは「1メートル」の意。短辺は15センチメートル程度だが長さは実際に1メートル程度ある。通常切り分けて複数人で食べる。ソレント半島あたりの発祥と言われている。
※生地部分は薄い円形が一般的ではあるが、そのほかにも様々な形状のものが存在する。上ではその一部を紹介した。

### アメリカのピザ

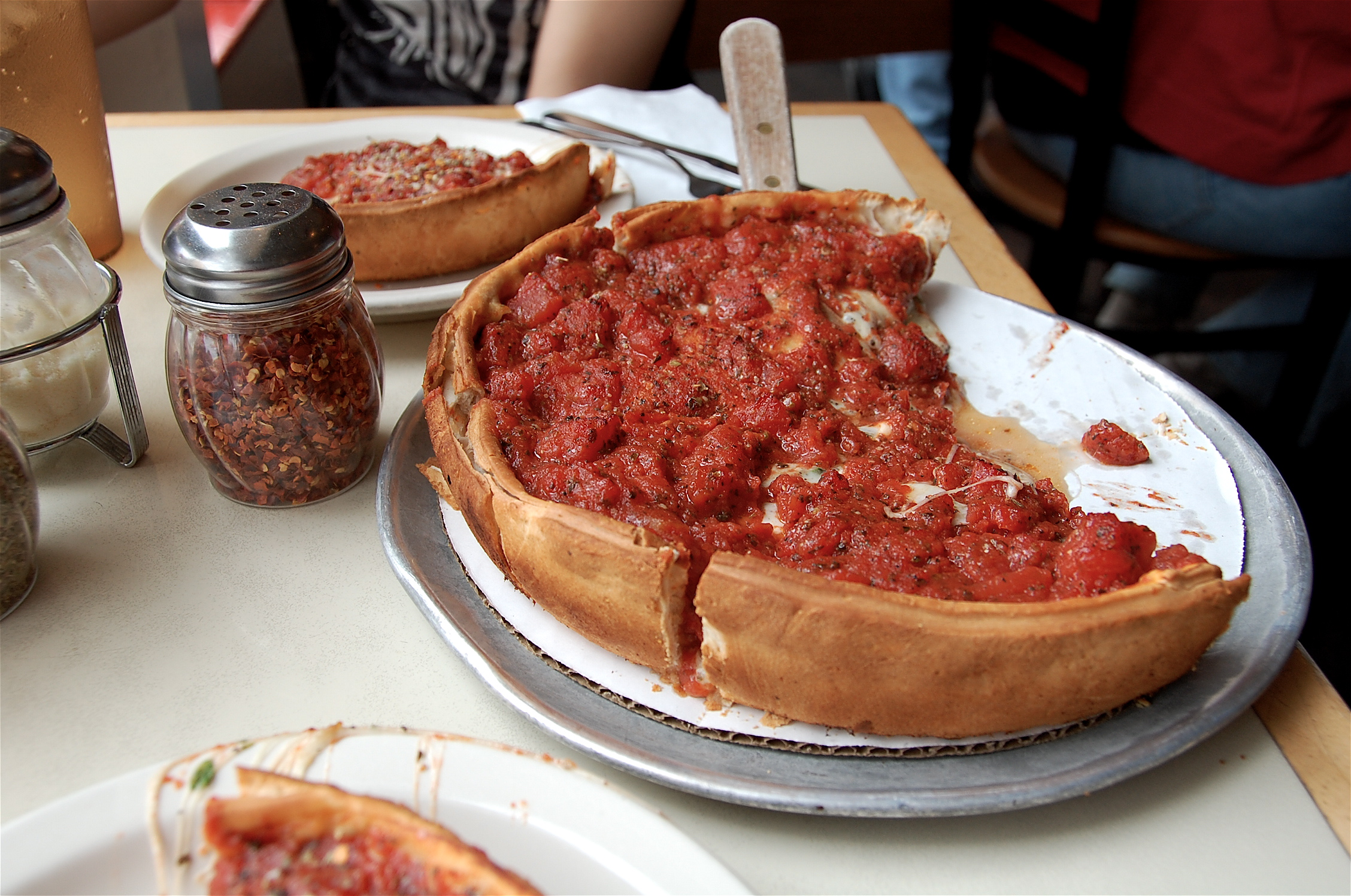
シカゴ風ピザ

アメリカなど北米地域では、19世紀末にイタリア系移民によってピザを始めとするイタリア料理の文化が持ち込まれ、第二次世界大戦後になってイタリア移民やその子孫以外にもピザは普及した。
アメリカで普及したピザは、イタリアのピザとは異なる独自進化を遂げ、地域ごとに特色のあるピザが生まれていった。
ピザのレストランチェーンや宅配チェーンが生まれ、冷凍ピザがスーパーマーケットで販売されるようになり、ピザはアメリカの国民食のひとつと呼べるほどに一般的に親しまれるようになった。こうしたピザのレストランチェーンや宅配チェーンはアメリカ国外にも進出し、世界中にアメリカ式のピザを普及させていった。

#### 市販されている世界最大のピザ
テキサス州バーレソンにあるムーンタワー・ピザ・バー（Moontower pizza bar）が、面積1.98 m2のピザを販売しており、市販されているものとしては世界最大である。価格は税抜きで299.95ドル。購入の48時間前までに予約する必要があり、配達可能な地域も限定される。

### 日本のピザ
今日では従来よりも本格的なピザが冷凍食品として出回るなど、一般食品としても定着している。ピザ協議会の調査によると、2010年（平成22年）度の日本におけるピザ末端売上高は、2271億円に達している（1980年度は約500億円）。
なお、沖縄県では第二次大戦後、1972年までアメリカの統治を受けた影響もあり、本土よりも早くピザが普及し、現在はすっかり県民の食生活に定着しているが、歴史的経緯からアメリカ風ピザがほとんどである。
歴史
「日本初のピザ」は、第二次世界大戦中に神戸に着いたカリテア号（イタリア海軍の特務艦）の、乗組員2人が関与したとされる。まず、アントニオ・カンチェミ（1916 - 2003）が1944年（昭和19年）に僅か2ヶ月間だけ開いた神戸のレストランにて、初めてピザが焼かれたという説がある。
もう一つは、戦後の1946年（昭和21年）9月1日に、兵庫県宝塚市の宝塚温泉街にある寶來橋付近で創業したイタリア料理店“アベーラ”という説である。初代店主となったオラッツィオ・アベーラ（1913 - 1974）はシチリア出身で、昭和21年当時は日本国内にはイタリア料理店などはほぼ存在せず、イタリア料理が一般的ではなかった終戦後、間もない時に創業した。なお、阪急今津線宝塚南口駅界隈にある洋館建ての店舗は、オラツィオが帰天した後の1971年（昭和46年）に“アモーレ・アベーラ”として元の自宅を改装して移転した店舗で、子息のエルコレ・アベーラがオーナーとなり、父親から伝授したシチリア風テイストを受け継いでいる。
「日本初のピザハウス」は、1954年（昭和29年）、進駐軍のGI出身でイタリア系アメリカ人のギャング、ニック・ザペッティが、六本木に開いた“ニコラス”とされる。米陸軍の部隊を対象客層としてオープンしたが、日本人の若者層にも人気を博し、認知された。
1964年（昭和39年）には、日本ペプシコーラ創業者でもあった比嘉悦雄がアメリカから冷凍ピザを輸入し、販売を開始。その後は国内製造も行われ、スーパーマーケットなどで入手可能となり、家庭に普及し始める。
1973年（昭和48年）、アメリカのチェーン店“ピザハット”と“シェーキーズ”が日本初進出。
1970年代半ばには、喫茶店や洋食店、ファミリーレストランなどで、ピザパイとして普及が始まる。前後して、ピザトーストも考案される。そのピザトーストは手軽なので、家庭での朝食として食べられるようになる。
1985年（昭和60年）9月30日、日本で初めての宅配ピザ店“ドミノ・ピザ”恵比寿店が誕生。
平成に入ると、さらに宅配ピザ店が全国に店舗を広げ（後述）、徐々にピザは一般的になっていく。そのほとんどはアメリカ風ピザであったが、1990年代のイタめしブームによってイタリアンピザも紹介され広まっていった。
2018年（平成30年）7月28日、日本で初めてのピザ自動販売機“Pizza Self”が、広島県広島市西区のレンタルビデオ店TSUTAYA楠木店に設置された。
また、イタリアン・レストラン・チェーンのサイゼリヤもピッツアを提供している。1990年代末から2010年代にかけて店舗数を伸ばし、現在では日本国内で1000店舗を超え、多くの人が近所の店舗で、イタリア風のピッツァを気軽に安価に食べられるようになった。
前述のピザトースト以外にも、パン屋におけるピザパン（惣菜パン）、ピザドッグ（ホットドッグ）、1972年のオープン時に既にあったロッテリアのイタリアンホット（ホットサンド）、1979年に登場したピザまん（中華まん）、コンビニエンスストアにおけるブリトー（トルティーヤ）、スティックピザ、ピザ味の商品（スナック菓子）など、多様である。またピザ風お好み焼きという、キャベツ抜きの「お好み焼き」にチーズを乗せて、ケチャップを掛ける料理もある。

## 宅配ピザ

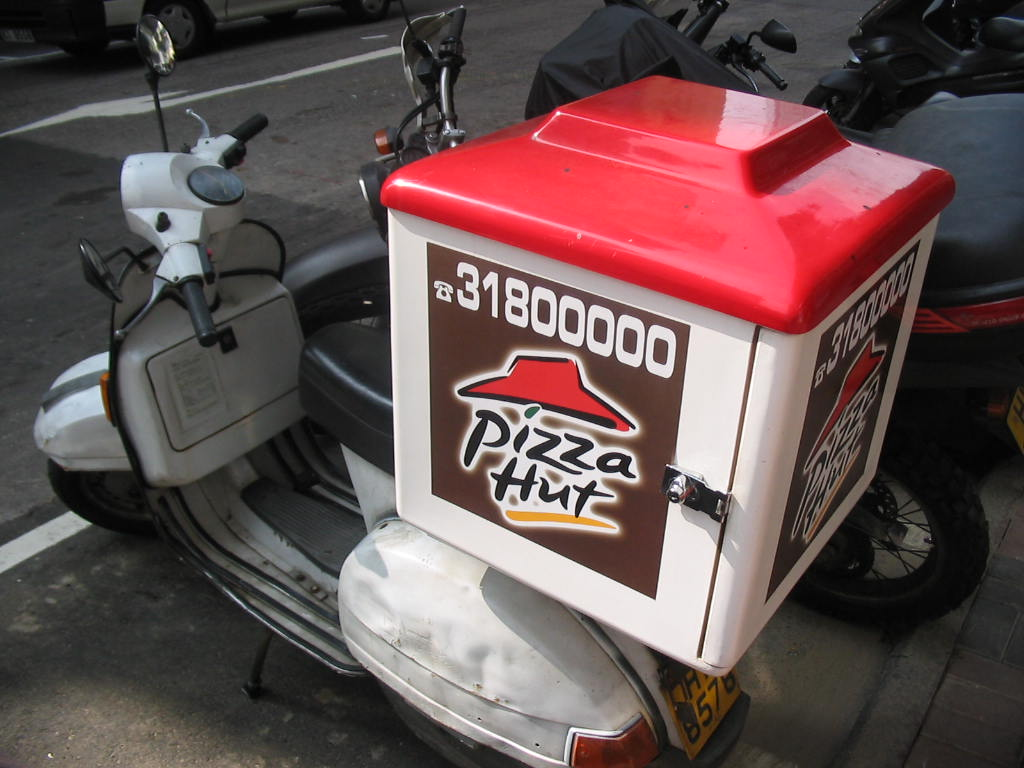
香港の宅配用バイク

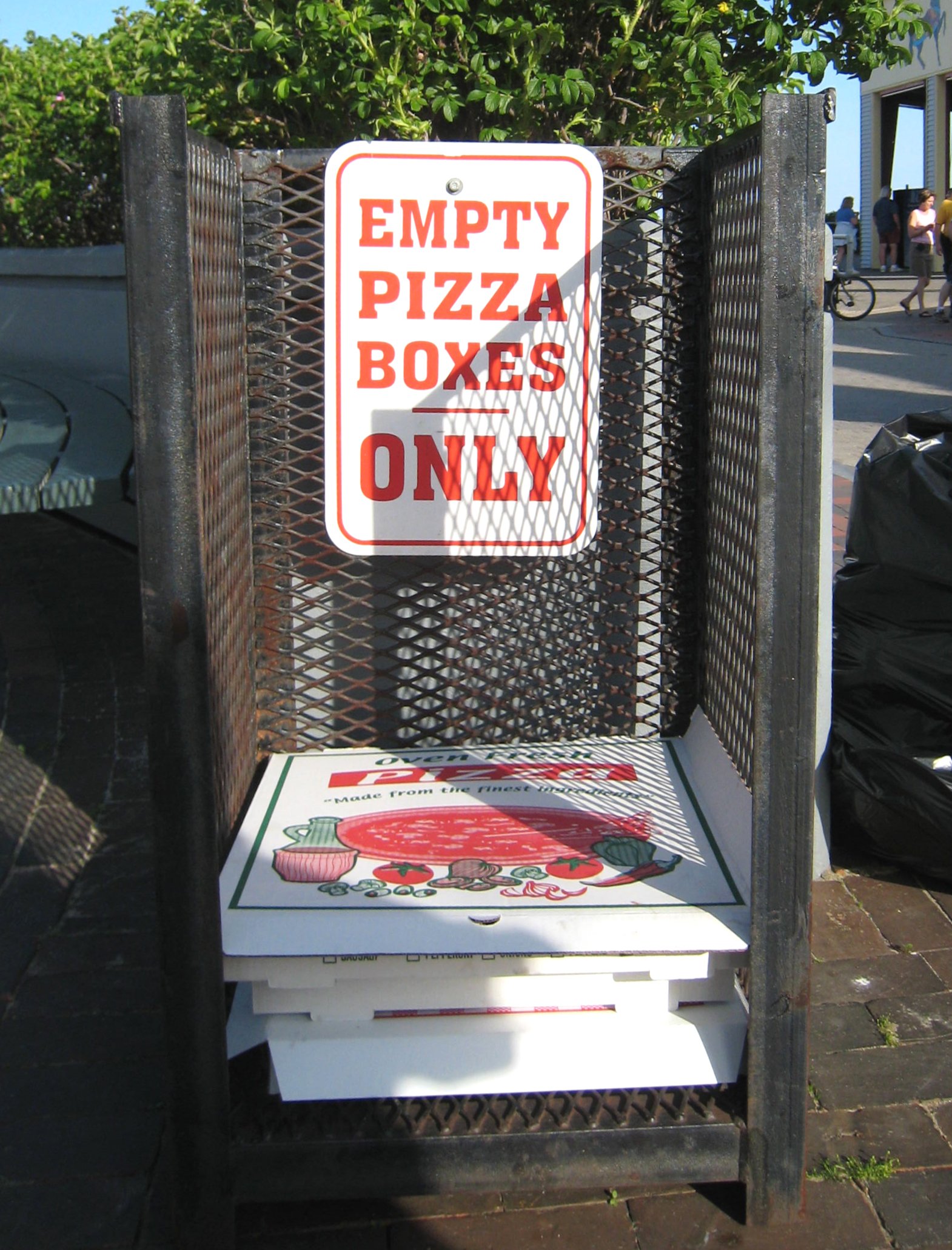
ピザボックスの回収場所

宅配（出前）ピザのシステムは、1960年にアメリカのドミノ・ピザが始めたもの。アメリカでは、電話で注文すれば自宅までピザを届けられるという配送を中心としたピザ販売が大いに普及し、多数の業者が存在する。配達は通常自家用車を持つアルバイトによって行われ、勤務中は車に宣伝を兼ねたロゴを取り付けて業務を行う。レストランで食事をした場合と同じく、配達者には15%程度のチップを渡すのが習慣である。

### 日本国内の宅配ピザ
日本ではこのような業務形態を宅配ピザと呼ぶ。まず1985年（昭和60年）9月30日にドミノ・ピザが東京都渋谷区恵比寿にて日本初の宅配ピザ店をオープンしたのを皮切りに、国内外の様々な企業がチェーン展開を行い、自宅で気軽にピザを食べられるようになった。
日本での展開当初、ドミノ・ピザでは注文から30分以内に配達先まで到着出来なければ、ピザ1枚につき700円を返金するという配達時間の約束があった。このルールは天候や交通事情等を問わず、いかなる時でも適用された。しかし、「30分以内」を厳守しようとする配達員の無理な運転による交通事故の可能性があり、また住宅事情の変化により30分以内で配達できない実例なども増加。その後、2010年代には主に東京都多摩東部の住宅街を中心に配達員の道路交通法に違反する運転が警察当局・地元自治体・議会などで問題となり、2012年（平成24年）8月をもって同社含む関東圏すべてのチェーン店で、このルールは特に周知のないまま撤廃となった。
2000年（平成12年）頃から、一部の店舗ではインターネットでも注文を受け付けるようになった。
2012年（平成24年）11月現在、各業者とも自社サイトとともに提携総合インターネットサイトにて「ダブルでポイントがたまる」といった電話不要の手法で競争している。ただし、ピザ以外の分野の業界においても配達エリアの拡大、各種キャンペーンの展開、営業日時の柔軟化などで対抗してきている。店舗によっては固定客に対してサイドメニューやドリンクのサービスを行っている。ネットからの宅配ピザの注文も可能拡大し、NTTドコモが運営するdデリバリーなどスマートフォン等からも簡単に予約が可能になった。また、配達者に対するチップなどの習慣は、日本国内においては一般的ではない。
2013年以降では無人航空機を使用してピザを配達するサービスが登場、ないし実証実験が行われている。ロシアでは2014年にドローンでピザを宅配するサービスが開始された。
近年では人件費がかかる分、割高になる宅配ではなく、店舗から持ち帰る方式が主流になりつつあり、各チェーン店も割引競争が激化している。
なお、配達時にピザの箱が潰されることや、ピザの湿気の影響で箱が陥没しピザと箱が接触することを防ぐため、ピザセーバーと呼ばれる部品を使うことが一般的だ。

#### 日本国内の主な主要チェーン
外資系
- ピザハット

1973年、東京都文京区に日本1号店をオープン。
元々はピザレストランだったが、1991年10月に宅配を開始。
- シェーキーズ

レストラン形式。
- ドミノ・ピザ

1985年9月、東京都渋谷区恵比寿に日本1号店。
前述の通り、日本初の宅配ピザチェーン。
国内資本
- ストロベリーコーンズ
1986年、宮城県仙台市に1号店をオープン。
元々はアイスクリーム店だったが、同年11月より宅配ピザ事業を開始。
  - ナポリの窯
  - シカゴピザファクトリー

1986年10月、東京都渋谷区に1号店をオープン。
- ピザ・カリフォルニア

1986年11月、東京都三鷹市に1号店をオープン。
- ピザーラ

1987年4月、東京都豊島区目白に1号店をオープン。
- アオキーズ・ピザ

1987年、愛知県名古屋市に1号店をオープン。東海地方ローカル。
- ピザ・ロイヤルハット

1989年9月創業。四国をはじめとする西日本の一部で展開。
- ピザ・リトルパーティー
- テン.フォー
- Pizza Salvatore Cuomo
- ピザクック
- ピザウィリー
- ピザ・ダーノ
- ピザポケット

|      | 店名                            | 本社     | 店舗数 |
| ---- | ------------------------------- | -------- | ------ |
| 1位  | ドミノ・ピザ                    | 東京都   | 953    |
| 2位  | ピザーラ                        | 東京都   | 537    |
| 3位  | ピザハット                      | 神奈川県 | 506    |
| 4位  | ストロベリーコーンズ ナポリの窯 | 宮城県   | 136    |
| 5位  | シカゴピザ シカゴデリータ       | 大阪府   | 69     |
| 6位  | ピザポケット                    | 千葉県   | 60     |
| 7位  | ピザ・カリフォルニア            | 東京都   | 58     |
| 8位  | ピザ・ロイヤルハット            | 徳島県   | 57     |
| 9位  | アオキーズ・ピザ                | 愛知県   | 51     |
| 10位 | ピザクック                      | 福岡県   | 32     |
| 11位 | ピザ・リトルパーティー          | 京都府   | 26     |
| 12位 | ピザダーノ                      | 東京都   | 17     |

## 日本国内の主要ピザメーカー
- 日本ハム
- 伊藤ハム
- 明治ホールディングス（2023年3月末で冷凍ピザ市場から撤退[38]。）
- マルハニチロ
- トロナジャパン
- デルソーレ

## 記念日

### 5月22日: ビットコイン・ピザ・デー (Bitcoin Pizza Day)
2010年5月22日、ビットコインによる初の現実世界での商取引として2枚のピザが買われたことから、ビットコインに関わる人々の間では5月22日を「ビットコイン・ピザ・デー (Bitcoin Pizza Day)」として祝う風習がある。

### 11月20日: ピザの日
日本の凸版印刷が11月20日をピザの日と定め、ピザの普及活動を行ったことから成立したもの。同日は、イタリア王妃マルゲリータの誕生日である。